# 吳逸志
吳逸志（1896年12月15日—1961年11月11日），廣東省豐順豐良鎮莘陂村人，號錫祺，字學行。保定軍校第六期步兵科、陸軍大學將官班甲級第一期、柏林陸軍大學畢業。

## 生平
1919年畢業於保定軍校。1921年任警衛團第一營第四連連長。1929年9月，隨部反蔣教導團擴編為教導旅（旅長陳芝馨），改任上校參謀長，1930年1月國民革命軍第四軍擴編為護黨救國軍第四軍（軍長張發奎），改任第12師上校參謀長，2月第4軍縮編為第12師，降任第34團上校參謀主任，12月赴德國考察軍事。1931年6月回國。1938年7月調任第一兵團中將參謀長。12月兵團部改組為第九戰區司令長官部，改任前敵總指揮中將參謀長。1939年7月12日晉升中將長。1948年3月當選第一屆國民大會廣東省代表。1949年2月12日任廣東省政府委員。赴台後任國大憲政研討委員會臺北區兩權第一研究組召集人。1961年11月11日上午八時，吳逸志赴祭羅卓英途中，因心臟冠狀動脈栓塞而猝死，葬於臺北市士林鎮內兩廣公墓。

## 著作
《長沙會戰要術》、《實際統帥法》

### 書籍
- 《火城:長沙會戰紀實》